# Saint-Léger (Alpes-Maritimes)
Pour les articles homonymes, voir Saint-Léger.
Saint-Léger est une commune française située dans le département des Alpes-Maritimes, en région Provence-Alpes-Côte d'Azur.
Ses habitants sont appelés les Saint-Légeois.

## Géographie
La commune est à 4,3 km de Daluis et 12,3 de Castellet-lès-Sausses.

### Géologie et relief
La commune se compose de 41,96 hectares de territoires agricoles (9,30 %) et 409,25 hectares de forêts et milieux semi-naturels (90,74 %).

### Climat
Pour des articles plus généraux, voir Climat de Provence-Alpes-Côte d'Azur et Climat des Alpes-Maritimes.
En 2010, le climat de la commune est de type climat des marges montargnardes, selon une étude du Centre national de la recherche scientifique s'appuyant sur une série de données couvrant la période 1971-2000. En 2020, Météo-France publie une typologie des climats de la France métropolitaine dans laquelle la commune est exposée à un climat de montagne ou de marges de montagne et est dans une zone de transition entre les régions climatiques « Var, Alpes-Maritimes » et « Alpes du sud ».
Pour la période 1971-2000, la température annuelle moyenne est de 9,8 °C, avec une amplitude thermique annuelle de 15,9 °C. Le cumul annuel moyen de précipitations est de 1 036 mm, avec 6,2 jours de précipitations en janvier et 6 jours en juillet. Pour la période 1991-2020, la température moyenne annuelle observée sur la station météorologique de Météo-France la plus proche, « Péone », sur la commune de Péone à 15 km à vol d'oiseau, est de 7,9 °C et le cumul annuel moyen de précipitations est de 1 013,1 mm. 
La température maximale relevée sur cette station est de 31 °C, atteinte le 28 juin 2019 ; la température minimale est de −15,5 °C, atteinte le 28 février 2018,,.
Les paramètres climatiques de la commune ont été estimés pour le milieu du siècle (2041-2070) selon différents scénarios d'émission de gaz à effet de serre à partir des nouvelles projections climatiques de référence DRIAS-2020. Ils sont consultables sur un site dédié publié par Météo-France en novembre 2022.

## Urbanisme

### Typologie
Au 1er janvier 2024, Saint-Léger est catégorisée commune rurale à habitat très dispersé, selon la nouvelle grille communale de densité à 7 niveaux définie par l'Insee en 2022.
Elle est située hors unité urbaine et hors attraction des villes,.

### Occupation des sols
L'occupation des sols de la commune, telle qu'elle ressort de la base de données européenne d’occupation biophysique des sols Corine Land Cover (CLC), est marquée par l'importance des forêts et milieux semi-naturels (90,6 % en 2018), une proportion identique à celle de 1990 (90,6 %). La répartition détaillée en 2018 est la suivante : 
milieux à végétation arbustive et/ou herbacée (53,8 %), forêts (34,6 %), prairies (9,4 %), espaces ouverts, sans ou avec peu de végétation (2,2 %).
L'évolution de l’occupation des sols de la commune et de ses infrastructures peut être observée sur les différentes représentations cartographiques du territoire : la carte de Cassini (XVIIIe siècle), la carte d'état-major (1820-1866) et les cartes ou photos aériennes de l'IGN pour la période actuelle (1950 à aujourd'hui).

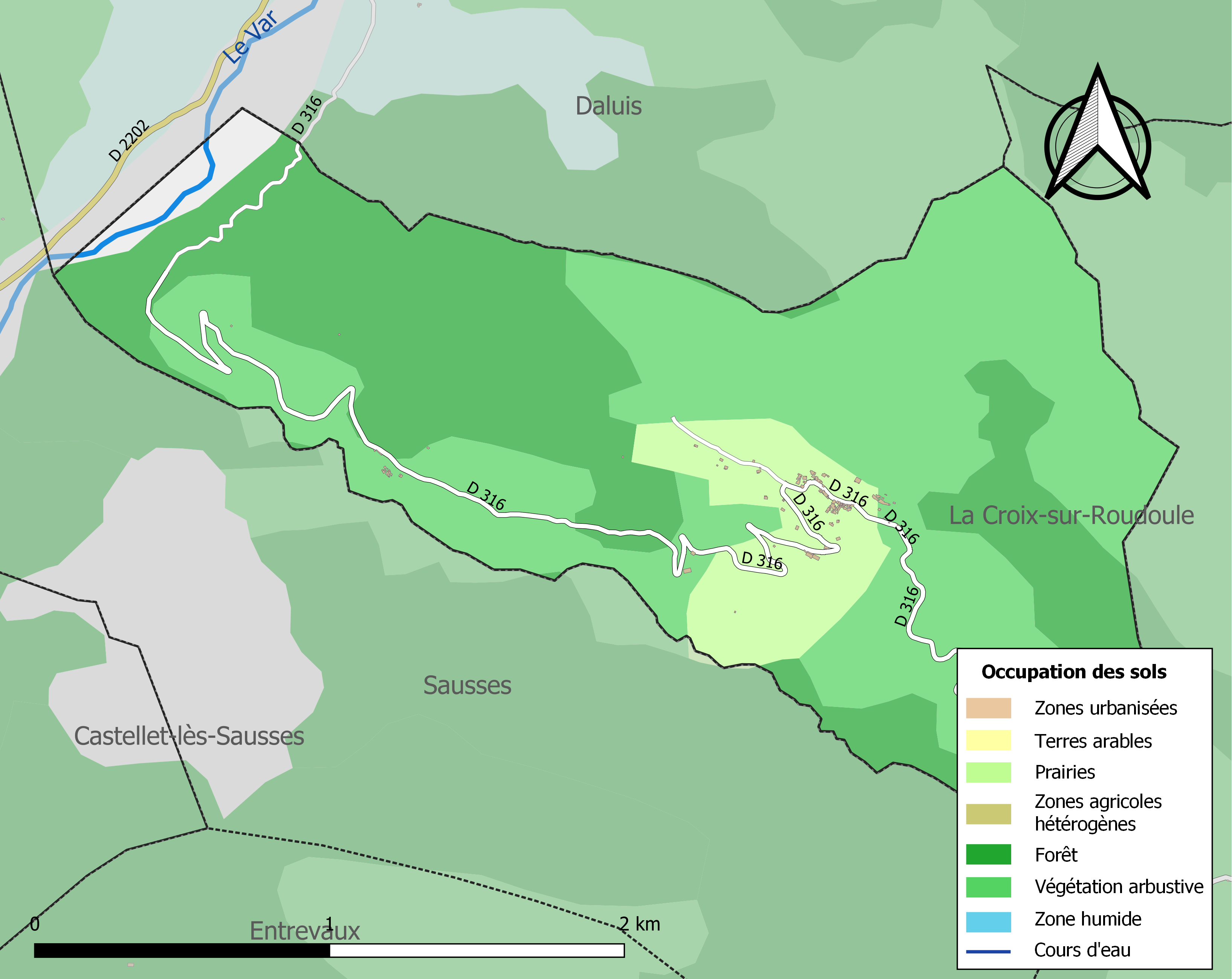
Carte de l'occupation des sols de la commune en 2018 (CLC).

### Voies de communications et transports

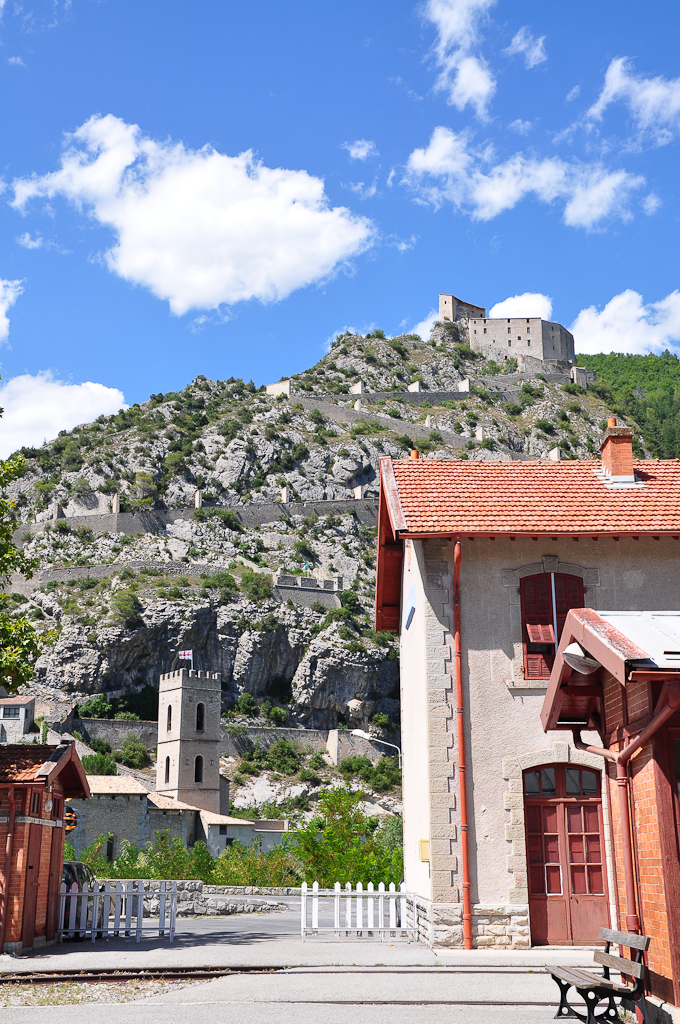
Gare d'Entrevaux.

#### Voies routières
- par la D2202 vers la Gare de Pont de Gueydan à 11,4 km[1].
- par la D2202 > D4202 à 20,5 km d'Entrevaux.

#### Transports en commun
- Une ligne régulière du réseau Zou !.

#### Lignes SNCF
- Gare d'Entrevaux

## Histoire
Du fait de la proximité d’une frontière mouvante, Saint-Léger a eu une histoire bouleversée, passant d'un royaume à une république et vice-versa avant de retrouver finalement la République française. Un passé mouvementé qui explique aujourd'hui une curiosité administrative, puisque le village de Saint-Léger appartient aux Alpes-Maritimes, alors que sa forêt communale, sur le massif en face est situé dans le département des Alpes-de-Haute-Provence.
Jusqu'en 1760, date du traité de Turin, la vallée de la Roudoule et Saint-Léger appartiennent à la France et font partie de la Provence. Le 24 mars 1760, Saint-Léger revient au comté de Nice, possession du roi de Piémont-Sardaigne (les gens continuent quand même à parler le provençal).
De 1793 à 1814, Saint-Léger redevient français, puis sarde de 1814 à 1860. En 1823, des bornes sont placées tout le long de la frontière ; elles séparent aujourd'hui les Alpes-de-Haute-Provence et les Alpes-Maritimes. En 1860, les 38 votants inscrits à Saint-Léger votent à l'unanimité le "OUI" pour le rattachement à la France, bien que les résultats aient été remis en cause en raison de la pression des troupes françaises et des accords déjà conclus entre Napoléon III et Cavour à Plombières.
Pendant l'occupation allemande, le village accueille nombre des personnes persécutées, du fait de leurs convictions religieuses (Médaille des Justes, décernée par l'État d'Israël en 1989) ou de leurs opinions politiques.
Jean VERCELLI né en 1925 à St Léger, abattu à Guillaumes (Alpes-Maritimes) le 23 juillet 1944 ouvrier agricole, célibataire, maquisard ORA
Le jeune Jean VERCELLI avait rejoint la zone libérée de Beuil-Guillaumes-Valberg au début de Juillet 1944. Lors des combats contre les colonnes allemandes voulant forcer les barrages établis par les FFI, il aurait été capturé au col de Roua et exhibé à l'entrée de l'ennemi dans le village de Guillaumes le 21 juillet. Il fut torturé en tant que "terroriste" puis abattu sur la route de Bouchanières deux jours plus tard. Une plaque rappelant son sacrifice est apposée en bordure de la route. Les allemands ayant peur de tomber dans une embuscade ont fait demi-tour à cet endroit.

## Politique et administration
| Période      | Période   | Identité      | Étiquette | Qualité         |
| ------------ | --------- | ------------- | --------- | --------------- |
| mars 1989    | mars 2014 | Édouard David | PS        |                 |
| mars 2014    | juin 2017 | Laurent Don   | SE        | Agent technique |
| octobre 2017 | En cours  | Jacques David | SE        | Artisan         |

1er janvier 2014, Saint-Léger fait partie de la communauté de communes des Alpes d'Azur. Elle était auparavant membre de la communauté de communes des vallées d'Azur, jusqu'à la disparition de celle-ci lors de la mise en place du nouveau schéma départemental de coopération intercommunale.

### Budget et fiscalité 2023
En 2023, le budget de la commune était constitué ainsi :
- total des produits de fonctionnement : 182 000 €, soit 3 790 € par habitant ;
- total des charges de fonctionnement : 108 000 €, soit 2 260 € par habitant ;
- total des ressources d'investissement : 103 000 €, soit 2 154 € par habitant ;
- total des emplois d'investissement : 103 000 €, soit 2 147 € par habitant ;
- endettement : 137 000 €, soit 2 853 € par habitant.

Avec les taux de fiscalité suivants :
- taxe d'habitation : 12,00 % ;
- taxe foncière sur les propriétés bâties : 16,00 % ;
- taxe foncière sur les propriétés non bâties : 12,00 % ;
- taxe additionnelle à la taxe foncière sur les propriétés non bâties : 0,00 % ;
- cotisation foncière des entreprises : 0,00 %.

Chiffres clés Revenus et pauvreté des ménages en 2021 : médiane en 2021 du revenu disponible, par unité de consommation.

## Population et société

### Démographie

#### Évolution démographique
L'évolution du nombre d'habitants est connue à travers les recensements de la population effectués dans la commune depuis 1793. Pour les communes de moins de 10 000 habitants, une enquête de recensement portant sur toute la population est réalisée tous les cinq ans, les populations de référence des années intermédiaires étant quant à elles estimées par interpolation ou extrapolation. Pour la commune, le premier recensement exhaustif entrant dans le cadre du nouveau dispositif a été réalisé en 2007.

En 2022, la commune comptait 57 habitants, en stagnation par rapport à 2016 (Alpes-Maritimes : +2,85 %, France hors Mayotte : +2,11 %).
| 1793 | 1800 | 1806 | 1822 | 1838 | 1848 | 1858 | 1861 | 1866 |
| ---- | ---- | ---- | ---- | ---- | ---- | ---- | ---- | ---- |
| 133  | 129  | 142  | 141  | 143  | 143  | 120  | 125  | 128  |

| 1872 | 1876 | 1881 | 1886 | 1891 | 1896 | 1901 | 1906 | 1911 |
| ---- | ---- | ---- | ---- | ---- | ---- | ---- | ---- | ---- |
| 128  | 130  | 117  | 119  | 121  | 116  | 114  | 114  | 116  |

| 1921 | 1926 | 1931 | 1936 | 1946 | 1954 | 1962 | 1968 | 1975 |
| ---- | ---- | ---- | ---- | ---- | ---- | ---- | ---- | ---- |
| 100  | 85   | 78   | 87   | 63   | 50   | 62   | 44   | 23   |

| 1982 | 1990 | 1999 | 2006 | 2007 | 2012 | 2017 | 2022 | - |
| ---- | ---- | ---- | ---- | ---- | ---- | ---- | ---- | - |
| 40   | 54   | 65   | 69   | 69   | 69   | 51   | 57   | - |

### Enseignement
Établissements d'enseignements :
- Écoles maternelles et primaires à Entravaux, Puget-Théniers, Guillaumes, Daluis.
- Collèges à Puget-Théniers, Annot.
- Lycée à Valdeblore.

### Santé
Professionnels et établissements de santé :
- Médecins à Valdeblore, Roquestéron, Puget-Théniers, Saint-Sauveur-sur-Tinée, Touët-sur-Var, Annot[24].
- Pharmacies à Puget-Théniers, Annot, Guillaumes[25].
- Hôpitaux à Entrevaux, Puget-Théniers[26].

### Cultes
- Culte catholique, Paroisse Notre Dame du Var[27], Diocèse de Nice.

## Économie

### Entreprises et commerces

#### Agriculture
- Culture et élevage associés.
- Élevage d'autres bovins et de buffles.

#### Tourisme
- Hébergements et restauration à Entrevaux, Puget-Théniers, Annot.

#### Commerces
- Commerces et services de proximité à Puget-Théniersz, Entrevaux.

## Culture et patrimoine

### Lieux et monuments
- Église Saint-Jacques-le-Majeur[28], de style roman rustique. La façade porte un ex-voto de 1717 rappelant les réparations de l'église  par « Raphaël Douhet, à la suite d'un vœu le fit ! ». L'église a été restaurée en 1963. On lui a adjoint des contreforts.

On trouve à l'intérieur une peinture sur bois représentant la Sainte Famille et la statue de saint Jacques portant une écharpe tricolore d'un conventionnel.
Retable, chandeliers (6), canons d'autel (3), reliquaires (2), clôture (table de communion) du maître-autel.
- Oratoire Saint-Jacques.
- Borne frontière entre le royaume de France et le comté de Nice qui se trouvait au col de Saint-Léger et qui a été déposée face à la mairie[30],[31].
- Pont Saint-Léger permettant à la route menant à La Croix-sur-Roudoule de franchir la Roudoule[32].
- Monument aux morts[33].

### Héraldique
| Blason de Saint-Léger | Blason  | De gueules à l’aigle d’or chargée en cœur d’une croisette d’azur. |
| Blason de Saint-Léger | Détails | Le statut officiel du blason reste à déterminer.                  |

## Personnalités liées à la commune
- Théophile David (1851-1892), né à Saint-Léger, député en 1889.
- Zoé David, Juste parmi les nations[35].